# 초요기

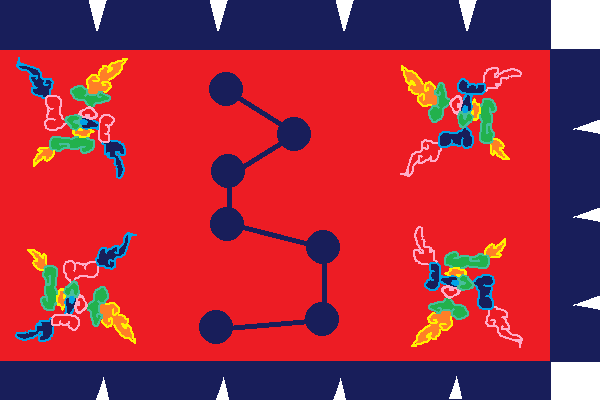
다섯 초요기 중 하나로, 후위군을 부를 때 사용한 적색 칠성기

초요기(招搖旗)는 조선시대 군기의 일종으로, 전장에서 대장이 장수들을 부를 때 사용한 깃발들을 통칭하는 이름이다. 대부분의 초요기에는 북두칠성이 그려져 있기 때문에 칠성기(七星旗)라고 불리기도 한다.
전시상황이 아닌 때에는 국왕이 참여하는 대열병식 때 세우거나 국왕의 행차 시 어가의 앞에서 선도하게 하였으며, 조선 중기 이후 한동안 사용되지 않다가 1778년 정조 임금이 규례를 정비하여 사용하게 하였다.
각 군영의 초요기는 기폭이 4방 6척, 깃대의 높이가 1장 9척이었고 영두(纓頭)ㆍ주락(珠絡 : 타는 말 머리의 꾸밈새)ㆍ치미(雉尾 : 꿩 꼬리 모양의 꾸밈새) 등의 장식이 붙어 있었다. 바탕은 각 군영에 지정된 고유의 빛깔로 하였고, 언저리에는 오행상생(五行相生)의 색(이를테면 적색에는 청색, 백색에는 황색 등)으로 구름과 불꽃의 문양을 그렸다.
기의 한가운데는 역시 상생의 색으로 칠성(七星)을 그렸는데, 경기감영의 초요기에만은 ‘畿輔(기보)’라고 새겼다.
각각의 초요기는 전위군(흑색), 후위군(적색), 우위군(청색), 좌위군(백색), 중군(황색)의 장수를 부를 때 사용되었는데, 비단 대장뿐만 아니라 각 군의 지휘관들 역시 크기가 다른 초요기를 두루 사용하여 전략을 운용하거나 위급한 지령을 내렸다. 또한 육군뿐 아니라 수군에서도 대장선이 다른 장수들의 배를 부를 때 쓰였고, 열병식 때는 훈련도감, 용호영, 기영, 금위영, 어영청, 수어청, 총융청의 소속을 나타내기도 하는 등 상당히 폭넓게 사용되었다.
현재 서울 용산구의 전쟁기념관에 다섯 가지 초요기가 모두 소장되어 있다.

## 참고
1. ↑  민족문화대백과, https://encykorea.aks.ac.kr/Article/E0057032